# ブレックファスト・テレビジョン
『ブレックファスト・テレビジョン（Breakfast Television）』（『BT』と略されることが多い）は、カナダ・Citytvで放送されている朝のテレビ番組。2023年現在、トロントからのみ4時間の朝の番組として放送されており、全国版はCitytvの全放送局（Citytvサスカチュワン以外）で現地時間8:30〜10:00に放送されている。このバージョンはかつてバンクーバー、カルガリー、ウィニペグ、エドモントン、モントリオールで放送されていたが、終了され代替番組に置き換えられた。アトランティック・サテライト・ネットワーク（Citytvの元親会社CHUMリミテッドが所有していたが、現在は競合会社ベル・メディアが所有している）によって放送されたバージョンは、2011年までロジャーズからのライセンスに基づいてブランドを使用し続けたが、サービスがCTV 2アトランティックにブランド変更され、『CTVモーニングライブ』として刷新された。
2011年9月5日、Citytvが所有・運営する全ての放送局の『ブレックファスト・テレビジョン』各地方版は30分早く開始され、5:30〜9:00まで放送された。2012年4月、ウィニペグ版は6:00〜9:00までの放送時間に戻った。
2019年9月に、番組のモントリオール版は廃止されたが、カルガリー版とバンクーバー版は、トロント版から全国ニュースの部分を組み込んだ「ハイブリッド」形式を使用して、2019年9月23日に刷新された。
2020年3月23日、カナダにおける新型コロナウイルス感染症（COVID-19）のパンデミックに対応して、『ブレックファスト・テレビジョン』が全国版の放送時間を追加し、Citytvの全放送局（Citytvサスカチュワン以外）で9:00（EDT）に生放送された。
2020年11月17日、『BTバンクーバー（BT Vancouver）』と『BTカルガリー（BT Calgary）』が終了した。全国版は現在、代わりにCitytvの全放送局（Citytvサスカチュワン以外）で現地時間8:30〜10:00まで放送されている。

## 歴史

旧ロゴ

1989年9月9日に共同ホストのアン・ローマーとデイビッド・オンリーと共に初放送され、マッチミュージックVJのスティーブ・アンソニー（Steve Anthony）が毎日地域の異なる場所から放送した。ケビン・フランキッシュは、『CityPulse』（後の『CityNews』） ニュースルームからのニュース更新を担当した（また、『BT』に直接流れ込む割当デスクから放送される深夜帯の更新も担当した）。1995年から2008年まで、バリーにある当時の姉妹局CKVRで同時放送され、『CityPulse/CityNews』コーナーの代わりに『VRLand News』のインサートが挿入された。
共同ホストのリザ・フロマーは、子供の誕生から数日後の2006年7月に『BT』の仕事を降板した。ケビン・フランキッシュはブログで、フロマーの番組降板は「極めて良好な条件であった」と述べた。『BT』は、検討のためにオーディションテープを送ることを人々に奨励してきた。2006年夏、次の常設ホストを探すために、多くのCHUMパーソナリティがケビン・フランキッシュとのゲスト共同ホストとして招待された。ゲストホストには、『CityNews』スポーツアンカーのキャスリン・ハンフリーズ（Kathryn Humphreys）、健康担当スペシャリストのローラ・ディバティスタ（Laura DiBattista）、消費者担当スペシャリストのジー・ユン・リー（Jee-Yun-Lee）、元Citytv気象担当スペシャリストのナリーニ・シャルマ（Nalini Sharma）、元リポーターのメリッサ・グレロ（Melissa Grelo）、『etalk』記者のトレイシー・メルチョー（Tracy Melchor）、BTのジェニファー・バレンタイン（Jennifer Valentyne）、スター!のディナ・プリエーゼが含まれた。2006年10月13日、ディナ・プリエーゼが番組の新しい共同ホストになった。
『BT』では2005年から毎年8月に「Viewer Appreciation Day（視聴者感謝デー）」をBT駐車場で開催している。ゲートは6:00に開き、7:00早くに満員のため閉鎖される。2006年の視聴者感謝デー前日に、17:30にBTでキャンプを始めた人もいた。番組では他にも、世界記録挑戦の成功やクリスマスパーティーなどのイベントも開催されている。その後BT視聴者感謝デーは中止となり、残るはクリスマスパーティーのみとなった。
『CityNews』チーム内の多くの人々がCHUMの電話回線を使い始めたのと同じように、ジェニファー・バレンタインとプロデューサーのケビン・フォゲット（Kevin Forget）も「the BT Diner」で働くことから始めた。
2019年3月、『BTトロント』は「BTキッズ・ゴット・タレント・ウィーク（BT Kids Got Talent Week）」と呼ばれる1週間にわたる子供向けコンテストを主催し、子供たちが番組で才能を披露した。BTのディナ・プリエーゼとディーボ・ブラウンがホストを務めた。
2020年4月、サイモン・コーウェルは『ブレックファスト・テレビジョン』のインタビュー中に、カナダでの新型コロナウイルス感染症（COVID-19）のパンデミック中にCitytvがバーチャルで実施した『カナディアン・ファミリーズ・ゴット・タレント』という番組のスピンオフ版を発表した。このコンテストはカナディアン・タイヤが主催し、同年4月27日から5月26日まで開催され、ホストのディナ・プリエーゼとディーボ・ブラウンと共にコーウェルが審査した。優勝したのは、トロントを拠点とする歌手トリオ「CZN」だった。
2020年7月、ロジャー・ピーターセン（Roger Petersen）が『BT』からの離任を発表した。
2021年1月21日、スポーツネットの『ティム&シド（Tim & Sid）』のシド・セイシェイロが同年3月10日の番組の新しい共同ホストになることが発表された。
2023年2月15日、ディナ・プリエーゼはBTからの離任を発表し、自身の最後の放送は同年2月24日となった。
2023年9月5日、メレディス・ショーがプリエーゼの後任として新しい共同ホストとして加わった。

## 放送スタッフ

### 現在
アンカー/ホスト
- シド・セイシェイロ（英語版） - 共同ホスト
- メレディス・ショー（英語版） - 共同ホスト
- フランク・フェラジン - 気象担当スペシャリスト、代理ホストでもある
- タミー・サザーランド - ニュースアンカー
- ステファニー・ヘンリー - 交通リポーター
- ディーボ・ブラウン - スポーツ・エンターテイメント担当スペシャリスト

### 過去
- ディナ・プリエーゼ（英語版） - 共同ホスト
- ジェニファー・バレンタイン（英語版） - 1992年から2016年4月1日までLive Eyeリポーター（現：Wネットワークの『The Bachelor & Bachelorette Canada After Show（バチェラー&バチェロレッテ・カナダ・アフター・ショー）』ホストであり、Q107の『Derringer in the Morning（デリンジャー・イン・ザ・モーニング）』では共同ホストを務めている）
- スティーブ・アンソニー - 1989年から1994年までLive Eyeリポーター（2018年まで『CP24 Breakfast（CP24ブレックファスト）』共同ホスト、現：ダイレクト・グローバル（Direct Global）及びダイレクト・コープス（Direct Coops）のメディア担当責任者）
- ヒュー・バリル（英語版） - スポーツ/早朝トーク（後に『CityNews』スポーツリポーターとして、現：FAN 590（英語版））
- リザ・フロマー（英語版） - 2001 年から 2006 年まで共同ホスト（産休終了後に退職し、その後2016年終わりまでグローバル・トロントの『The Morning Show（ザ・モーニングショー）』ホストを務める。現：MC及び著者）
- ラス・ホールデン（Russ Holden） - 1967年からCHFIの交通リポーターを務め、後期は680 News、CityNews、BTに勤務（2017年9月に退職）
- トレイシー・ムーア（英語版） - 2005年から2007年までリポーター/代理ニュースアンカー（2008年から『CityLine（英語版）』ホスト）
- デイビッド・オンリー（英語版） - 1989年から1994年までニュースアンカー（放送局を引退した後、オンタリオ州副知事となり、2023年に死去）
- アン・ロマー（英語版） - 1989年から2001年までホスト（ベルへの売却後CP24に移籍、2015年に一時引退、CP24の元アンカー、現：105.9）
- ケビン・フランキッシュ（英語版） - 1989年から2018年まで共同ホスト。現：105.9 The Regionalでラジオの共同ホストを務めている
- ロジャー・ピーターセン - 2018年から2020年まで共同ホスト。CityNewsの元リードアンカーであり、一時的にCFTOのリポーターを務めた。現：CTVニュースの週末朝のアンカー
- ニコール・セルヴィニス（Nicole Servinis） - 2019年から2021年までLive Eyeリポーター（現：CP24とCTVの『Things to Know T.O.』ホスト）
- メラニー・ン（Melanie Ng） - 元テレビニュースアンカー
- ショーン・コーワン - ニュースリポーター

## スピンオフ

### バンクーバー版
CKVUは2002年に『ブレックファスト・テレビジョン』を開始した。当初のホストはマイケル・エックフォード（Michael Eckford）とフィオナ・フォーブスだったが、その後シェーン・フォックスマンとビバリー・マフッドに交代し、2005年からはシミ・サラとデイブ・ゲリーが番組のホストを務めたが、2008年8月13日をもって降板となった。
2010年1月19日、BTの長さは4時間から3時間に短縮され、Citytv放送局との「深刻な財政問題」の結果として6人の従業員が解雇された。
『ブレックファスト・テレビジョン』の新しい形式は、新しい交通及びトランスリンクリポーターを伴い、2008年9月にデビューした。ロジャーズ・メディアが2012年5月3日にジム・パティソン・グループ所有のCitytv提携局CKPG-TV/プリンス・ジョージ、CFJC-TV/カムループス、CHAT-TV/メディシンハットとの提携契約を更新した一環として、3局はCKVUの番組グリッドに従うCitytv番組の拡大の一環として、同年9月1日からバンクーバー版『ブレックファスト・テレビジョン』の同時放送を開始した（平日夜と昼のニュース番組やその他の地元制作番組はバンクーバーの番組枠から外れている）。
2019年9月5日、ロジャーズはCKVUの従業員4人を解雇し、『ブレックファスト・テレビジョン』を同年9月23日まで休止した。この時点で、番組は新しいハイブリッド形式で刷新され、地元のコンテンツとトロントで制作された全国的なエンターテインメント及びライフスタイルのコーナーの混合で構成された。
2020年11月17日、ロジャーズ・スポーツ&メディアはバンクーバーとカルガリーでの『ブレックファスト・テレビジョン』の終了を含め、カナダ全土で人員削減を課した。
過去のプレゼンター
- ターシャ・チウ（Tasha Chiu、2008年 - 2008年）

- マイケル・エックフォード - ホスト（2002年 - 2003年）、CKNW 980（英語版）にいた

- フィオナ・フォーブス（英語版） - ホスト（2002年 - 2003年）、ショーTV（英語版）バンクーバーにいた

- ビバリー・マフッド（英語版） - ホスト（2003年 - 2005年）。CMT（英語版）カナダの旗艦番組『CMTセントラル（CMT Central）』の共同ホストだった）

- シミ・サラ（英語版）（2005年 - 2008年）、現：Global News Radio 980 CKNW（英語版）

- ジョディ・ヴァンス（英語版）（2012年 - 2016年） - 共同ホスト/ニュースアンカー、ラウンドハウス・ラジオ（英語版）にいた

- ドーン・チューバイ（Dawn Chubai、2004年 - 2017） - ホスト（トレンド、Live Eye、天気）

- リアズ・メグジ（Riaz Meghji） - ホスト（2008年 - 2019年）

- カイル・ドナルドソン（Kyle Donaldson） - ニュースアンカー（2017年 - 2020年）

- メアリー・クランストン（Mary Cranston） - ニュースアンカー（2019年 - 2020年）

- グレッグ・ハーパー（Greg Harper） - リポーター/ニュースアンカー（2010年 - 2020年）

- ソー・ディアコウ（Thor Diakow） - エンターテイメント担当ホスト/交通（2005年 - 2020年）

- ラス・ラケート（Russ Lacate） - 天気（2011年 - 2020年）

### カルガリー版
CHUMリミテッドは2004年末にクレイグ・メディアを買収した。2億6,500万ドルの契約には、クレイグの3つのA-Channel放送局（アルバータ州カルガリーのCKAL-TV、アルバータ州エドモントンのCKEM-TV、マニトバ州ウィニペグのCHMI-TV）が含まれていた。
2005年2月、CHUMは、A-Channel放送局をその秋までにCitytv放送局として再スタートすると発表した。元のA-Channel放送局の朝の番組『ザ・ビッグ・ブレックファスト』は、同年8月2日にCitytvへの再ブランド化に伴い、『ブレックファスト・テレビジョン』として再スタートした。その後、A-ChannelブランドはCHUMのNewNet放送局に移管され、その朝の番組は『A-Channel Morning』と改題された。
バンクーバーと同様に、ロジャーズは2019年9月にカルガリーでも『ブレックファスト・テレビジョン』の放送をカットし、番組を休止し、前述の同じ形式変更を加えて9月23日に刷新した。
過去のプレゼンター
- ロス・ハル（英語版） - Live Eyeリポーター

- デイブ・ケリー（英語版） - メインアンカー（2005年 - 2009年）

- マイク・マッコート（英語版） - ニュースアンカー

- ジル・ベランド（英語版） - ホスト[17]

### ウィニペグ版
マニトバ州ウィニペグのCHMI-TVは、2005年8月2日から2015年1月6日まで『ブレックファスト・テレビジョン』のバージョンを制作した。同局は、カルガリーのCKAL-DT及びエドモントンのCKEM-DTと共に買収された。最後のホストはコートニー・ケッチェン（Courtney Ketchen）、ジェレミー・ジョン（Jeremy John）、ジェナ・カーン（Jenna Khan）、ドリュー・コズブ（Drew Kozub）だった。2015年1月12日からは、姉妹ラジオ局CITI-FMの朝の番組『Wheeler in the Morning（ホイーラー・イン・ザ・モーニング）』の同時放送に置き換えられた。カーンとコズブは、音楽の代わりにテレビの番組中に放送されるニュースとエンターテインメントコーナーの共同ホストとして留任された。
過去のプレゼンター
- ペイ・チェン（英語版） - ホスト（2009年 - 2011年）

- ジョン・ユングベリ（英語版） - ホスト（? - 2010年）[19]

- エリン・セルビー（英語版） - ホスト（2005年 - 2007年）

### カナダ大西洋州版
1992年から2011年まで、カナダ大西洋州のアトランティック・サテライト・ネットワーク（ASN、現：CTV Two Atlanticとして知られている）は、独自のローカル版『BT』を放送していた。開始当時、ASNとCitytv（トロント）はどちらもCHUMリミテッドが所有しており、どちらのチャンネルも全体的に映画に重点を置いた同様の形式を持っていた。『BT』の大西洋版はトロント版に似ていたが、カナダ大西洋州では通勤交通などの問題は通常あまり問題にならないため、地域の文化に重点が置かれていた。
ASNは1997年にベイトン・ブロードキャスティング（現在のベル・メディアの前身）に買収されたが、朝の番組のタイトルとして『ブレックファスト・テレビジョン』を使用し続けることが許可された。2011年8月、カナダ各地のCTV及びCTV Two放送局で同じタイトルでローカルの朝の番組が開始（または再開始）されたことに合わせて、番組は『CTVモーニングライブ』にブランド変更された。
過去のプレゼンター
- スコット・ボイド（Scott Boyd）
- ジル・クロップ（Jill Krop）
- リズ・リグニー（Liz Rigney）
- カート・ストゥードリー（Kurt Stoodley）

### エドモントン版
2015年5月7日、ロジャーズは人員削減の一環としてエドモントンでの『ブレックファスト・テレビジョン』の終了を発表した。独自のニュース報道を含まない平日夜の2時間のニュースマガジンである『ディナー・テレビジョン（Dinner Television）』として知られるスピンオフに置き換えられた。最新のニュースや気象情報を表示する「Lバー」を備えた前版『ディナー・テレビジョン』のアンコールは、かつての朝の時間帯に放送された。その後『ディナー・テレビジョン』は打ち切りとなり、2017年に新たに再開された『CityNews』に置き換えられた。朝の時間帯は現在『CityLine』で埋まっている。
過去のプレゼンター
- ビル・ウェリチカ（英語版） - ホスト（2005年 - 2006年）

### モントリオール版
ロジャーズは、2012年12月20日にCRTCからCJNTモントリオールを買収し、多文化放送局から完全に英語のCitytv放送局に転換する承認を与えられた。承認の一環として、ロジャーズは2013年9月1日まで、同局で3時間の『ブレックファスト・テレビジョン』のモントリオール版を含むローカル番組を制作する必要があった。
2013年6月6日、ロジャーズはモントリオール版『ブレックファスト・テレビジョン』が同年8月26日に初放送され、アレクサンダー・ディスパティエとジョアン・ヴラカス（Joanne Vrakas）がホストを務めると発表した。デスパティエは2015年に番組を離任し、デリック・フェイジ（Derick Fage）が後任となった。
2019年9月5日、ロジャーズ・メディアは『ブレックファスト・テレビジョン・モントリオール（Breakfast Television Montreal）』の打ち切りを発表、即時発効となる。ロジャーズ・メディアのテレビ・放送事業担当上級副社長コレット・ワトソン（Colette Watson）は、「これは難しい決断だったが、結局のところ、番組は持続可能ではなかった」と述べた。
過去のプレゼンター
- ジョアン・ヴラカス - 共同ホスト

- デリック・フェイジ - 共同ホスト（2015年 - 2019年）

- カトリーヌ・ヴェルドン・ダイヤモンド（Catherine Verdon Diamond） - 天気・交通

- アレクサンダー・ディスパティエ - 共同ホスト（2013年 - 2015年）